# Passage Gatbois
Passage Gatbois är en passage i Quartier des Quinze-Vingts i Paris tolfte arrondissement. Passagen är uppkallad efter en tidigare markägare, på vars egendom passagen anlades. Passage Gatbois börjar vid Place Rutebeuf och slutar vid Avenue Daumesnil 66.

## Bilder
| - Gatuskylt. - Glasmålning i kyrkan Saint-Antoine-des-Quinze-Vingts. |

## Omgivningar
- Chapelle de l'Agneau-de-Dieu
- Saint-Antoine-des-Quinze-Vingts
- Square Philippe-Farine
- Jardin Hector-Malot
- Place Henri-Frenay
- Jardin Hector-Malot
- Passage Raguinot
- Rue Maurice-Denis
- Passage Hennel

## Kommunikationer
- Tunnelbana – linjerna   – Reuilly – Diderot
- Busshållplats Rambouillet – Paris bussnät

### Webbkällor
- ”Passage Gatbois”. Mairie de Paris. https://web.archive.org/web/20190905050635/http://www.v2asp.paris.fr/commun/v2asp/v2/nomenclature_voies/Voieactu/3983.nom.htm. Läst 28 januari 2023.
- ”Passage Gatbois (12ème arrondissement)”. Les rues de Paris. https://web.archive.org/web/20190731080119/http://www.parisrues.com/rues12/paris-12-passage-gatbois.html. Läst 28 januari 2023.